# Kohút (1409 m)
Kohút (1409 m) – szczyt w Rudawach Słowackich (Slovenské rudohorie). W regionalizacji słowackiej zaliczany jest do Gór Stolickich (Stolické vrchy). Jest drugim co do wysokości szczytem tych gór. Wznosi się w głównym ich grzbiecie, nad miejscowościami Muránska Zdychava, Revúca, Čierna Lehota, Mokrá Lúka, Revúcka Lehota, Chyžné, Magnezitovce. Stoki zachodnie opadają do doliny potoku Zdychava (dopływ Murania), ze wschodnich spływają potoki Jakuška i Lazarka (dopływy Štítnika).
W kierunku południowo-południowo-zachodnim odchodzi od szczytu Kohúta boczne ramię, które znacznie dalej kończy się szeroko rozgałęzionym szczytem Dachov diel (933 m). Początkowo mało wyraźne, dalej formuje wyraźny grzbiet z występującymi na powierzchnię skałkami. Około 1 km od wierzchołka głównego wypłaszczenie tego grzbietu nosi nazwę Malý Kohút (1192 m n.p.m.). Przechodzą przez nie szerokie drogi leśne oraz poprowadzone nimi szlaki turystyczne. Niespełna 100 metrów w dół grzbietu znajduje się tzw. Klepaná skala – skalisty stopień grzbietu, na którym stoi metalowy słowacki „dwukrzyż” oraz drewniany daszek ze stołem i ławą. Miejsce to oferuje widoki w kierunkach od południowego przez zachodni do północno-zachodniego (widoczne są m.in. Tŕstie, Klenovský Vepor, Fabova hoľa oraz południowe skaliste zbocza Płaskowyżu Murańskiego, nad którymi dominuje Kľak).
Kohút jest całkowicie porośnięty lasem. Nieco poniżej szczytu na południowych stokach istniała dawniej duża hala, obecnie jednak zarosła już młodym lasem. W masywie Kohúta występuje rzadki rozchodnik roczny (Sedum annum L.).
Na szczyt Kohúta można wyjść kilkoma znakowanymi szlakami turystycznymi, m.in. z Revúcej, Muránskiej Zdychavy i z Čiernej Lehoty.

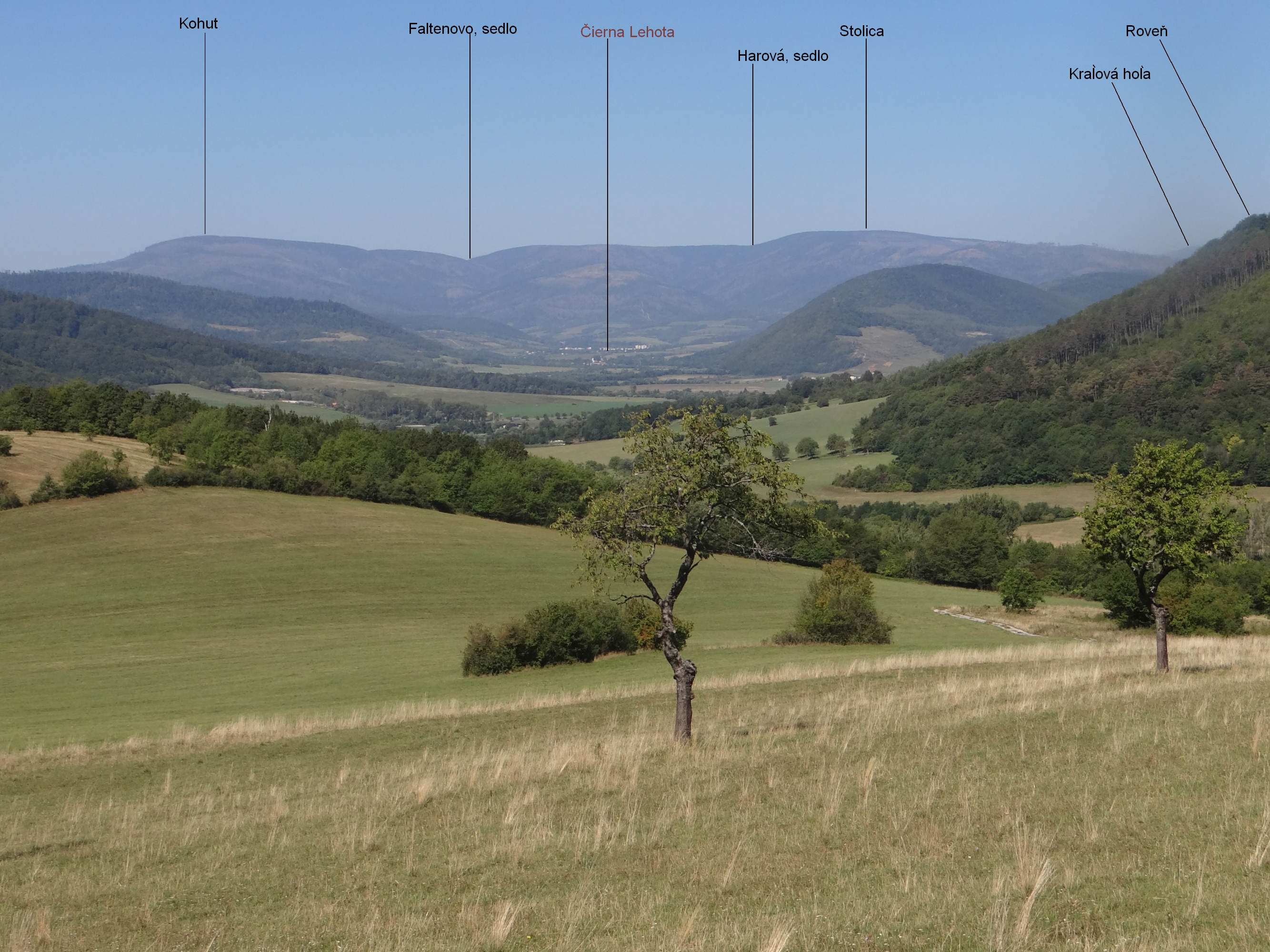
Widok z południowego wschodu (ze Štítnika)